# Sømandspræst
Sømandspræst er betegnelsen for en præst, der er ansat ved en dansk kirke i udlandet. Oprindeligt var der tale om kirker i havnebyer, men efterhånden findes kirkerne også i andre byer. Præsterne kaldes pr. tradition for sømandspræster uanset kirkens placering. Kirkerne og præsterne er organiseret i Danske Sømands- og Udlandskirker.
Sømandskirker og -præster kendes også fra de øvrige lande i Skandinavien.
| Job | Spire Denne artikel om et job eller en stillingsbetegnelse er en spire som bør udbygges. Du er velkommen til at hjælpe Wikipedia ved at udvide den. |